# وابستگی کمی کنش و ساختار
وابستگی کمی کنش و ساختار یا کیوسار، (انگلیسی: Quantitative structure–activity relationship) (اختصاری QSAR) یک مدل رگرسیونی و طبقه‌بندی است، که در شیمی، زیست‌شناسی و مهندسی بهره‌گیری می‌شود. در کیوسار، ارتباط میان ساختار شیمیایی و کنش زیستی، به صورت کمی، بررسی می‌گردد.
مبنای روش‌های کیوسار، وابستگی کنش و ساختار است. وابستگی کمی کنش و ساختار، از بنیادین‌ترین روش‌های بررسی درون‌رایانه‌ای، برای مدلسازی‌های زیستی و شیمیایی، مخصوصاً در داروپردازی، دارونشانی و داروپژوهی به‌شمار می‌رود.

## روش‌ها
روش‌های اصلی کیوسار، بر اساس متغیرهای وابسته، به سه دسته اصلی تقسیم می‌شوند:
- روش هانش-فوجیتا
- فراکافت تطبیقی میدان مولکولی (CoMFA)
- روش فری-ویلسون

این روش‌ها می‌توانند به صورت پاره-بنیان، واصف شیمیایی یا سه بعدی به کار برده شوند.